# Ľudovít Štúr

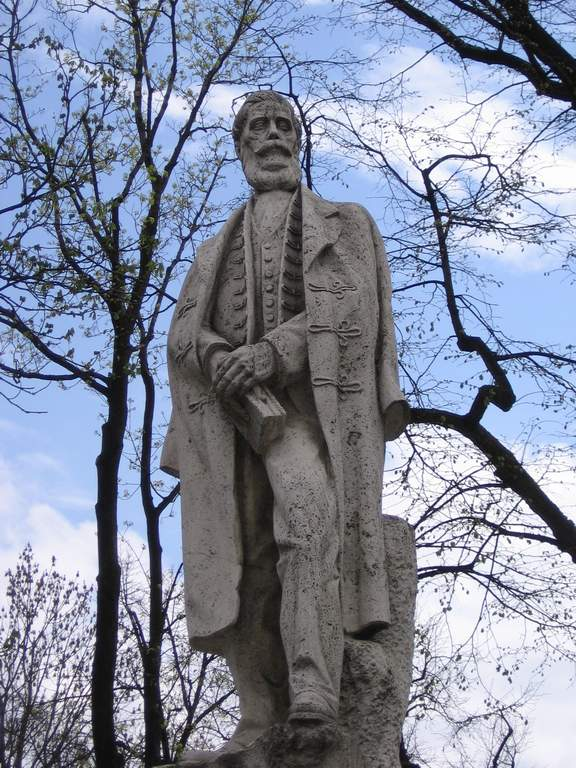
Pomnik Ľudovíta Štúra w Lewoczy, autorstwa Františka Gibali, spiski trawertyn, nadnaturalna wielkość, 1949.

Ľudovít Štúr, Ludevít Velislav Štúr ([ˈʎudɔviːt ʃtuːɾ], ur. 28 października 1815 w Uhrovcu, zm. 12 stycznia 1856 w Modrze) – słowacki pisarz, publicysta, działacz narodowy, językoznawca, kodyfikator języka słowackiego, filozof.

## Życiorys
Jego rodzicami byli Samuel Štúr i jego żona Anna, z domu Michalcová. W latach 1837–1838 i 1840–1843 Ľudovít Štúr był pedagogiem w ewangelickim liceum w Preszburgu (obecnie Bratysława). W latach 1838–1840 studiował w Halle. Później prowadził samodzielne badania naukowe nad językiem słowackim, dziejami i kulturą Słowacji. Od 1851 mieszkał pod nadzorem policji w miejscowości Modra.
W bratysławskim liceum wykładał filozofię, historię i literaturę słowiańską. Jego wykłady wywierały znaczny wpływ na słuchaczy. Wkrótce skupiła się wokół niego grupa młodej słowackiej inteligencji, którą określa się jako szturowców (słow. štúrovci).
W 1846 wydał swą najdonioślejszą pracę Nárečja slovenskuo alebo potreba písaňja v tomto nárečí (słow. Nárečie slovenské alebo potreba písania v tomto nárečí — Gwara słowacka albo potrzeba pisania w tej gwarze), która jako pierwsza podnosiła niezależność języka słowackiego od czeskiego, w pewnej mierze ustalała także wzorzec słowackiego języka literackiego. Zawierała także idee polityczne autora oraz jego zwolenników. W dziele Nauka słowackiej mowy (słow. Nauka reči slovenskej) usystematyzował gramatykę ówczesnego języka słowackiego. Prace te stanowią tzw. kodyfikację szturowską.
W czasie Wiosny Ludów Štúr podjął intensywną działalność publicystyczną i polityczną na rzecz słowackiego wyzwolenia narodowego i reform społecznych na Węgrzech. Żądania te artykułował od 1847 występując na sejmie węgierskim. Uczyniło go to ideologiem formującego się, nowoczesnego narodu słowackiego i rosnącej w siłę burżuazji. Dążenia narodowowyzwoleńcze postawiły go w opozycji do rewolucyjnego rządu węgierskiego, który na fali węgierskiego nacjonalizmu zwalczał program narodowego ruchu słowackiego. W 1848 rząd węgierski zagroził aresztowaniem Štúra i jego współpracowników Jozefa Miloslava Hurbana i Michala Miloslava Hodžy, wymuszając na nich liczne ustępstwa. W dalszym toku rewolucji na Węgrzech Štúr stał się jednym z głównych przedstawicieli i przywódców słowackiego powstania w latach 1848–1849 i wiodącym działaczem Słowackiej Rady Narodowej.
Po porażce rewolucji burżuazyjnej, która nie spełniła jego politycznych nadziei, był zmuszony zaniechać bezpośredniej działalności politycznej; zajmował się niemal wyłącznie literaturą i nauką. Powstały wówczas utwory Spevy a piesne, Dumky večerní, O národnych písních a pověstech plemen slovanskích, Slovanstvo a svet budúcnosti.
Zmarł kilka tygodni po przypadkowym postrzeleniu się podczas polowania 22 grudnia 1855 w okolicach Modrej, gdzie istnieje obecnie Muzeum Ľudovíta Štúra w Modrej. Jego nazwiskiem nazwano po II wojnie światowej miasto Štúrovo w południowej Słowacji oraz jedną z planetoid – (3393) Štúr.
2 lutego 1994 w Republice Słowackiej ustanowiono order jego imienia.